# Paratropus angulifrons
Paratropus angulifrons är en skalbaggsart som beskrevs av Kanaar 2004. Paratropus angulifrons ingår i släktet Paratropus och familjen stumpbaggar. Inga underarter finns listade i Catalogue of Life.